# Dolný Bar
Dolný Bar (hongrois : Albár) est un village de Slovaquie situé dans la région de Trnava.

## Histoire
Première mention écrite du village en 1245.

## Démographie

### Évolution de la population
| Année:               | 1994. | 2004.    | 2014.   | 2024.    |
| -------------------- | ----- | -------- | ------- | -------- |
| Nombre de personnes: | 474   | 560      | 610     | 1023     |
| Différence:          |       | +18,14 % | +8,92 % | +67,70 % |

| Année:               | 2023. | 2024.   |
| -------------------- | ----- | ------- |
| Nombre de personnes: | 989   | 1023    |
| Différence:          |       | +3,43 % |